# Gérard Noël
Gérard Noël, född 24 juni 1900, död 11 juni 1963, var en friidrottare från Belgien. Han deltog vid olympiska sommarspelen 1928.